# Kristina Vogel
Kristina Vogel (Leninskoye, 10 de noviembre de 1990) es una deportista alemana que compitió en ciclismo en la modalidad de pista, especialista en las pruebas de velocidad y keirin. Además de su carrera como ciclista trabaja a tiempo parcial como agente de policía.
Participó en dos Juegos Olímpicos de Verano, en los años 2012 y 2016, obteniendo en total tres medallas: oro en Londres 2012, en la prueba de velocidad por equipos (haciendo pareja con Miriam Welte), y oro y bronce en Río de Janeiro 2016, en las pruebas de velocidad individual y velocidad por equipos, respectivamente.
Ganó 16 medallas en el Campeonato Mundial de Ciclismo en Pista entre los años 2012 y 2018, y 14 medallas en el Campeonato Europeo de Ciclismo en Pista entre los años 2010 y 2017.

## Biografía

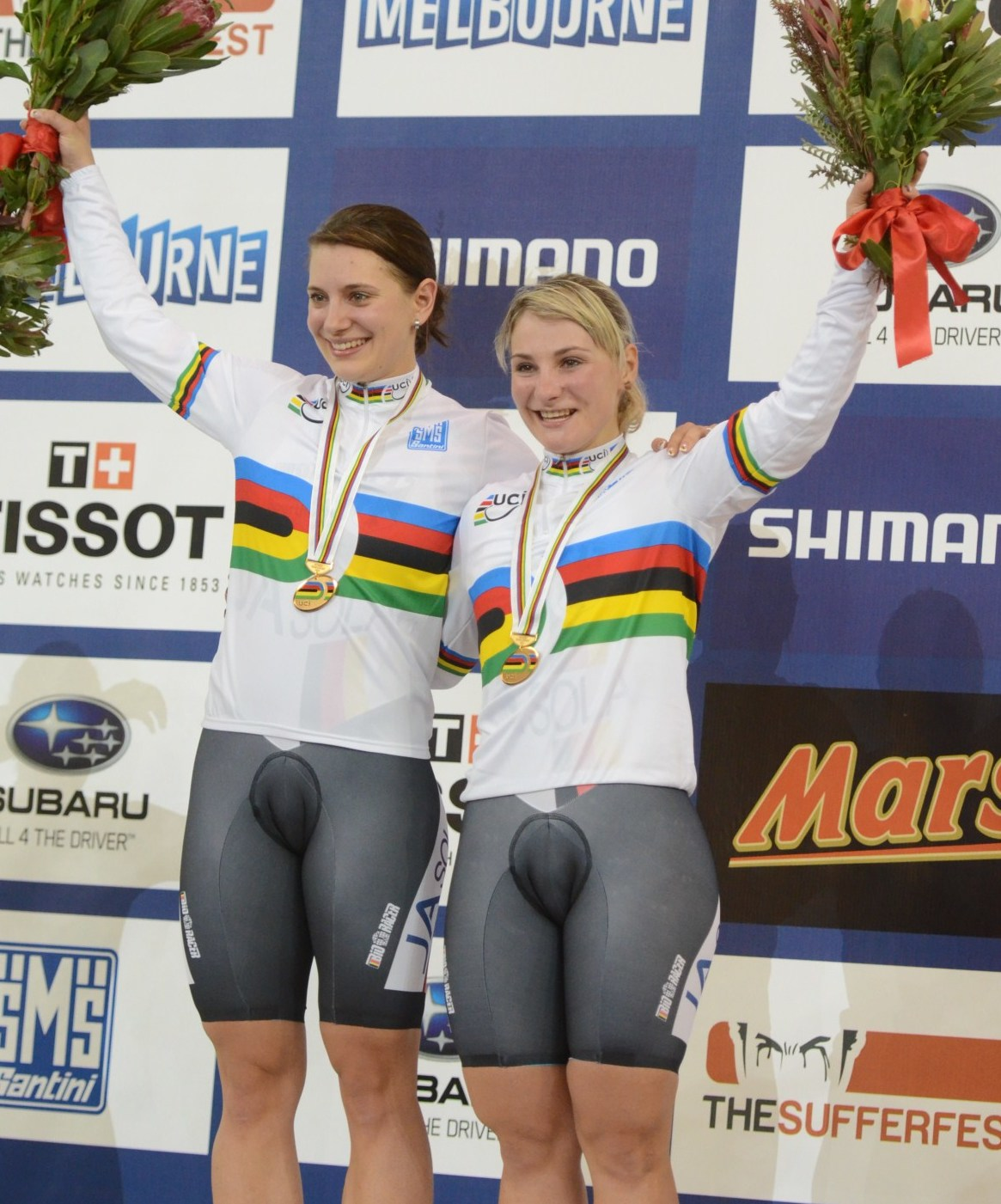
Welte y Vogel en el podio del Mundial del 2012

Nació en Leninskoye, un distrito de Biskek, la capital de Kirguistán, y se mudó a Alemania con sus padres cuando tenía seis meses de edad. En 2007 y 2008 compitió internacionalmente como junior, consiguiendo seis campeonatos mundiales y dos europeos.
En abril de 2009 sufrió un choque con un minibús cuando entrenaba en una carretera cercana a su casa en Erfurt; estuvo durante dos días en coma artificial. Regresó a la competición en el Mundial de 2010.
En el Mundial de 2012, Vogel y Welte ganaron la medalla de oro en la prueba de velocidad por equipos. Batieron el récord del mundo en la clasificatoria y volvieron a superarlo nuevamente en la final. Vogel y Welte ganaron el oro en los Juegos Olímpicos de Londres 2012, en la prueba de velocidad por equipos.
Entre 2012 y 2016, Vogel se proclamó siete veces campeona del mundo: en velocidad por equipos en 2012, 2013 y 2014; en velocidad individual en 2014 y 2015, y en keirin en 2014 y 2016. En los Juegos Olímpicos de Río de Janeiro 2016, volvió a obtener la medalla de oro, esta vez en la prueba individual.
En junio de 2018 sufrió un accidente en un entrenamiento que la dejó parapléjica debido a una lesión en la médula espinal.

## Medallero internacional
| Juegos Olímpicos   | Juegos Olímpicos         | Juegos Olímpicos  | Juegos Olímpicos      |
| Año                | Lugar                    | Medalla           | Competición           |
| ------------------ | ------------------------ | ----------------- | --------------------- |
| 2012               | Londres (Reino Unido)    | Medalla de oro    | Velocidad por equipos |
| 2016               | Río de Janeiro (Brasil)  | Medalla de oro    | Velocidad individual  |
| 2016               | Río de Janeiro (Brasil)  | Medalla de bronce | Velocidad por equipos |
| Campeonato Mundial |                          |                   |                       |
| Año                | Lugar                    | Medalla           | Competición           |
| 2012               | Melbourne (Australia)    | Medalla de oro    | Velocidad por equipos |
| 2012               | Melbourne (Australia)    | Medalla de bronce | Keirin                |
| 2013               | Minsk (Bielorrusia)      | Medalla de oro    | Velocidad por equipos |
| 2013               | Minsk (Bielorrusia)      | Medalla de plata  | Velocidad individual  |
| 2014               | Cali (Colombia)          | Medalla de oro    | Velocidad individual  |
| 2014               | Cali (Colombia)          | Medalla de oro    | Velocidad por equipos |
| 2014               | Cali (Colombia)          | Medalla de oro    | Keirin                |
| 2015               | Saint-Quentin (Francia)  | Medalla de oro    | Velocidad individual  |
| 2016               | Londres (Reino Unido)    | Medalla de oro    | Keirin                |
| 2016               | Londres (Reino Unido)    | Medalla de bronce | Velocidad individual  |
| 2016               | Londres (Reino Unido)    | Medalla de bronce | Velocidad por equipos |
| 2017               | Hong Kong (China)        | Medalla de oro    | Velocidad individual  |
| 2017               | Hong Kong (China)        | Medalla de oro    | Keirin                |
| 2017               | Hong Kong (China)        | Medalla de bronce | Velocidad por equipos |
| 2018               | Apeldoorn (Países Bajos) | Medalla de oro    | Velocidad individual  |
| 2018               | Apeldoorn (Países Bajos) | Medalla de oro    | Velocidad por equipos |
| Campeonato Europeo |                          |                   |                       |
| Año                | Lugar                    | Medalla           | Competición           |
| 2010               | Pruszków (Polonia)       | Medalla de plata  | Velocidad individual  |
| 2010               | Pruszków (Polonia)       | Medalla de bronce | Velocidad por equipos |
| 2011               | Apeldoorn (Países Bajos) | Medalla de bronce | Velocidad por equipos |
| 2013               | Apeldoorn (Países Bajos) | Medalla de oro    | Velocidad individual  |
| 2013               | Apeldoorn (Países Bajos) | Medalla de plata  | Velocidad por equipos |
| 2013               | Apeldoorn (Países Bajos) | Medalla de plata  | Keirin                |
| 2014               | Baie-Mahault (Francia)   | Medalla de oro    | Keirin                |
| 2014               | Baie-Mahault (Francia)   | Medalla de plata  | Velocidad por equipos |
| 2014               | Baie-Mahault (Francia)   | Medalla de bronce | Velocidad individual  |
| 2015               | Grenchen (Suiza)         | Medalla de plata  | Velocidad por equipos |
| 2015               | Grenchen (Suiza)         | Medalla de bronce | Velocidad individual  |
| 2017               | Berlín (Alemania)        | Medalla de oro    | Velocidad individual  |
| 2017               | Berlín (Alemania)        | Medalla de oro    | Keirin                |
| 2017               | Berlín (Alemania)        | Medalla de plata  | Velocidad por equipos |

## Resultados

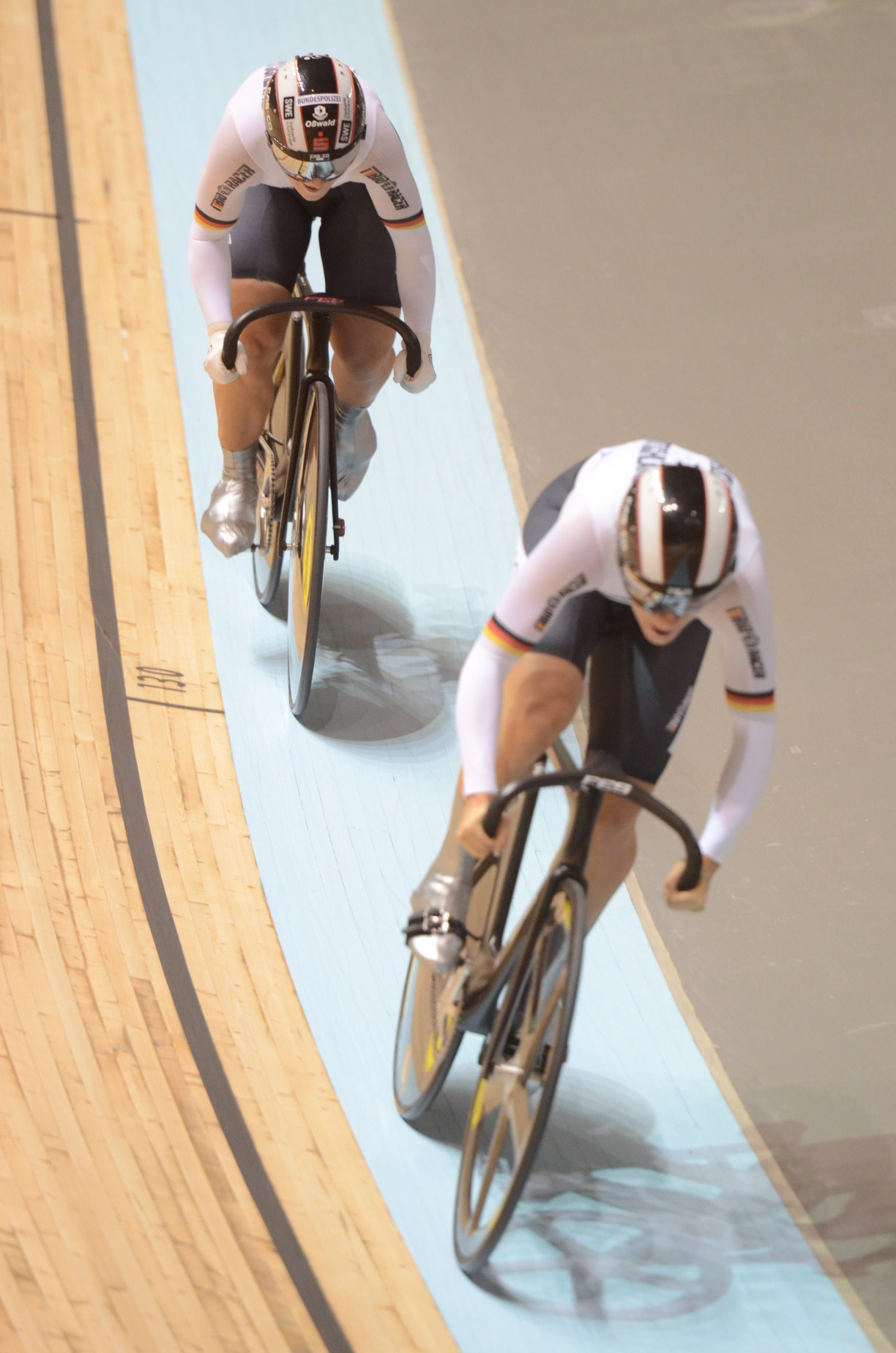
Kristina Vogel (detrás) y Miriam Welte en la Copa Mundial en Melbourne (2012)

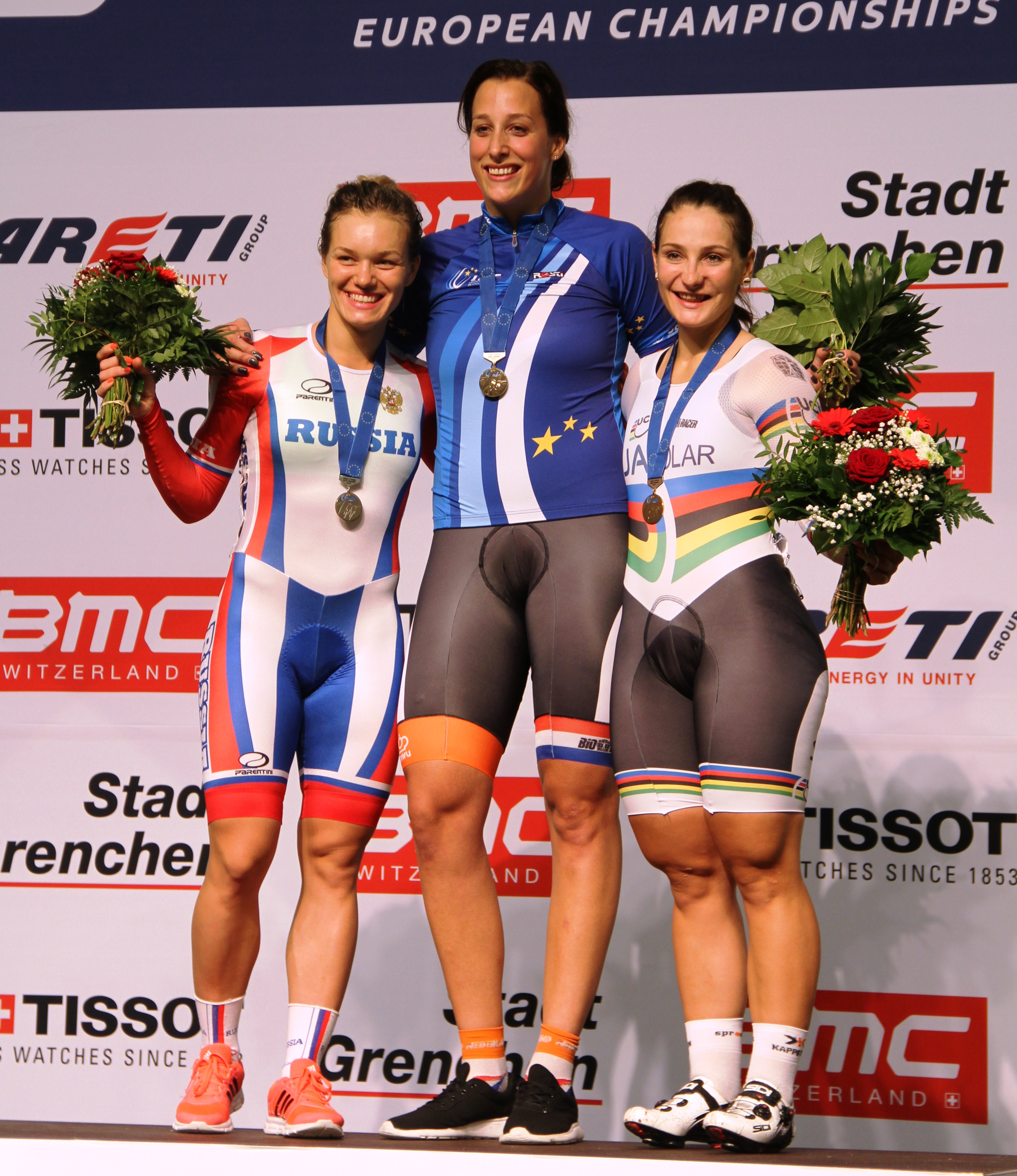
Kristina Vogel con la medalla de bronce en el esprint del Europeo de Pista en 2015, con Elis Ligtlee y Anastasiya Voinova

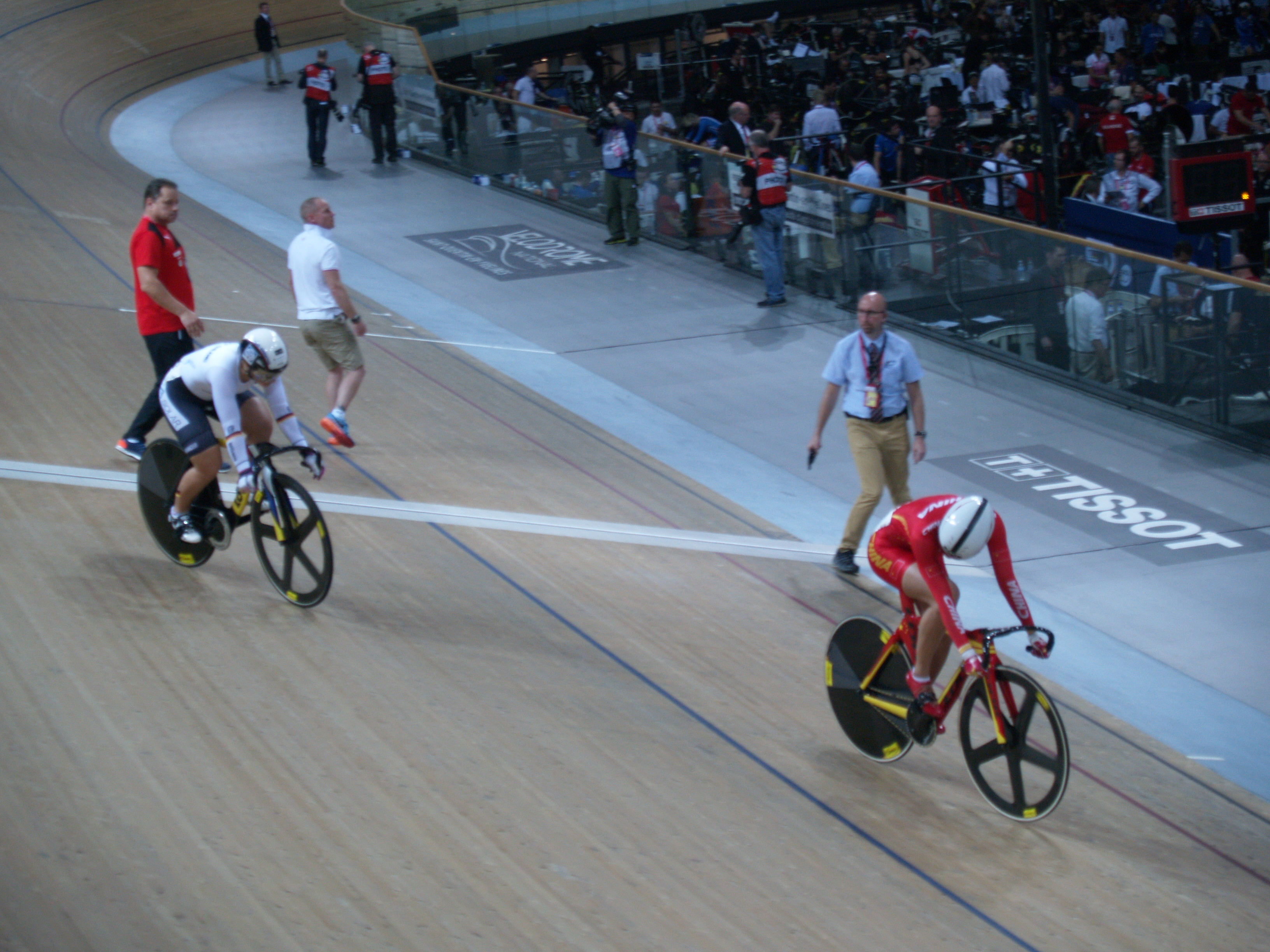
Kristina Vogel y Zhong Tianshi en el Mundial de 2015

### 2007
- Campeona del Mundo Junior: sprint, 500 metros, velocidad por equipos (con Sabine Bretschneider)
- Campeona de Europa Junior: sprint, 500 metros contrarreloj
- Bronce Campeonato de Europa Junior: Keirin
- Campeona de Alemania: 500 metros contrarreloj, sprint

### 2008
- Campeona del Mundo Junior: sprint, keirin, 500 metros contrarreloj
- Plata Copa del Mundo de Cali: velocidad por equipos (con Miriam Welte)

### 2010
- Plata Campeonato de Europa: sprint
- Bronce Campeonato de Europa: velocidad por equipos (con Miriam Welte)
- Bronce Copa del Mundo de Melbourne: sprint
- Oro Copa del Mundo de Cali: sprint
- Plata Copa del Mundo de Cali: velocidad por equipos (con Miriam Welte)
- Campeona de Alemania: 500 m, sprint, keirin

### 2011
- Bronce Campeonato de Europa: velocidad por equipos (con Miriam Welte)
- Oro Copa del Mundo de Cali: sprint, velocidad por equipos (con Miriam Welte)
- Plata Copa del Mundo de Astaná: keirin
- Bronce Copa del Mundo de Astaná: velocidad por equipos (con Miriam Welte)
- Campeona de Alemania: sprint

### 2012
- Oro Juegos Olímpicos de sprint por equipos (con Miriam Welte)
- Campeona del mundo: velocidad por equipos (con Miriam Welte)
- Bronce Campeonato Mundial de Keirin
- Oro Copa Mundial de Glasgow: sprint, keirin
- Plata Copa del Mundo Glasgow: 500 metros contrarreloj
- Campeona de Alemania: sprint

### 2013
- Campeona del Mundo: velocidad por equipos (con Miriam Welte)
- Plata Campeonato Mundial de Sprint
- Campeón de Europa: sprint
- Oro Copa Mundial de Manchester: sprint, keirin, velocidad por equipos (con Miriam Welte)
- Oro Aguascalientes Copa Mundial: sprint, keirin, velocidad por equipos (con Miriam Welte)
- Campeona de Alemania: sprint, keirin, velocidad por equipos

### 2014
- Campeona del Mundo: sprint, keirin, velocidad por equipos (con Miriam Welte)
- Campeón de Europa: Keirin
- Plata Campeonato de Europa: velocidad por equipos (con Miriam Welte)
- Bronce Campeonato de Europa: sprint
- Campeona de Alemania: sprint, keirin, velocidad por equipos (con Doreen Heinze)
- Plata Campeonato de Alemania: 500 metros contrarreloj

### 2015
- Campeonato del Mundo: Sprint
- Oro Campeonato del Mundo: Keirin
- Oro UCI World Cup Cali: Keirin
- Plata Campeonato de Europa: velocidad por equipos (con Miriam Welte)
- Bronce Campeonatos de Europa: sprint
- Campeona de Alemania: sprint, 500 metros, velocidad por equipos (con Gudrun Stock)

### 2016
- Campeona del Mundo: Keirin
- Bronce Campeonato del Mundo de pista: Sprint
- Bronce Campeonato del Mundol de velocidad por equipos (con Miriam Welte)
- Oro Juegos Olímpicos de Río 2016: Sprint
- Bronce Juegos Olímpicos de Río 2016: Velocidad por Equipos (con Miriam Welte)

## Equipos
- 2013-2015: Equipo ERDGAS.2012